# Ließen
Ließen ist ein Ortsteil der Stadt Baruth/Mark im Landkreis Teltow-Fläming in Brandenburg, Deutschland.

## Geographie
Ließen liegt rund 50 Kilometer von der Südgrenze der Stadt Berlin und rund zwölf Kilometer südwestlich von Baruth entfernt, direkt am Golmberg, der höchsten Erhebung des Niederen Flämings. Nachbarorte von Ließen sind (im Uhrzeigersinn, von Norden beginnend) Stülpe (Ortsteil der Gemeinde Nuthe-Urstromtal) sowie Petkus und Charlottenfelde (ebenfalls Ortsteile von Baruth). Ließen liegt an der in Nord-Süd-Richtung verlaufenden Landesstraße L 70 zwischen Trebbin und Dahme/Mark.

## Geschichte

### 14. bis 16. Jahrhundert
In einem Gerichtsbuch der Stadt Jüterbog wurde Ließen um 1325/1239 als Heyne lysen erstmals erwähnt. Im Jahr 1432 erschien die Schreibweise Blehken van der Lieszen; im Jahr 1444 das dorff zcur lysen. Es kam in diesem Jahr von den Herren von Torgau aus der Herrschaft Zossen an die Familie von Schlieben auf Stülpe. Das Leibgedinge der Frau von Schlieben bestand im Jahr 1457 aus Hebungen des Richters, der Geld zahlte sowie von vier weiteren Einwohnern. Einer von ihnen gab sechs Scheffel Korn, sechs Scheffel Hafer und Geld, zwei weitere jeder je acht Scheffel Hafer und Korn, ein Huhn und Geld sowie der vierte Einwohner je acht Scheffel Hafer und Korn sowie ein Huhn. Ließen entwickelte sich zu einem unregelmäßigen Platzdorf. Im Jahr 1529 kam es zu einer Visitation, bei der in Ließen sechs Hufner und drei Gärtner (=Kossäten) festgestellt wurden. Sie gaben im Jahr 1534 insgesamt 7 Rheinische Gulden (fl) 16 Groschen (gr) 9 Pfennig (d) zum 50. Pfennig. Ließen war bereits seit um 1450 Tochterkirche von Petkus. Im Jahr 1537 übernahm die Familie von Hacke (auch Hake) die umfangreiche Herrschaft Stülpe und damit das dazugehörige Dorf Ließen. Bei einer Visitation der Kirchen und Klöster im Erzstift Magdeburg im Jahr 1562 wurden im Dorf elf Hauswirte festgestellt. Der Pfarrer besaß eine Hufe und erhielt vier Scheffel Roggen, vier Scheffel Hafer sowie die 30. Mandel. Der Küster erhielt sechs Scheffel von der Gemeinde sowie fünf Brote von den Hufnern. Acht Jahre später kam es zu einem Brand, bei dem das Dorf fast vollständig zerstört wurde. Dennoch lebten im Jahr 1584 erneut elf Hauswirte im Dorf. Die Abgaben beliefen sich im Jahr 1586 ausweislich des Erbbuches des Amtes Zinnas auf 3 Taler 5 gr 8 d zum 70. Pfenning. Allerdings gab es wohl einen wüst gefallenen Kossätenhof, der zu 4 gr Abgaben verpflichtet war.

### 17. und 18. Jahrhundert

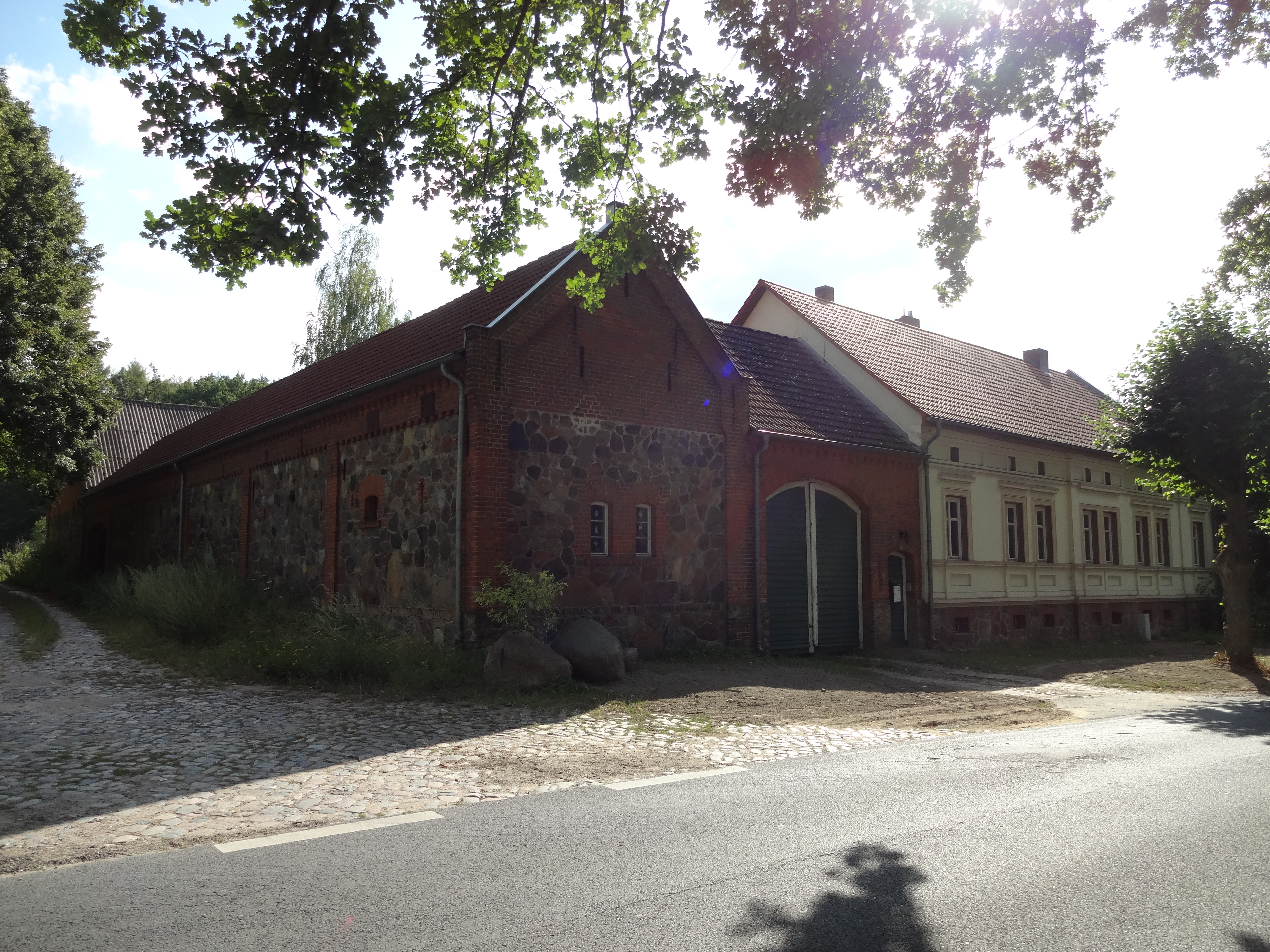
Ortsansicht Ließen

Um 1600 lebten im Dorf ausweislich eines „Vortzeichnüß der Ämbter, Clöster, Gerichtsjunkern unnd Dorfer im Erzstift Magdeburg“ insgesamt zwölf Hauswirte. Das Dorf dürfte im Dreißigjährigen Krieg erheblich verwüstet worden sein. Zwar beschreibt eine Angabe im Erbbuches des Amtes Zinna aus dem Jahr 1642, dass im Dorf sechs Hufner und fünf Kossäten auf 13 Hufen lebten, doch wurde diese Aufzählung mit der Angabe „wohl im Frieden“ eingeschränkt. Nach dem Krieg ging das Dorf im Jahr 1648 an die Familie von Rochow zu Stülpe „mit allem Recht und Kirchenpatronat“. Im Jahr 1686 war das Dorfschulzengut besetzt, ebenso vier Bauernhöfe und ein Kossätenhof. Allerdings wurden auch ein Bauernhof sowie vier Kossätenhöfe als wüst bezeichnet. Der Dorfschulze bewirtschaftete drei Hufen und brachte dort 27 Scheffel Aussaat aus und erntete 4 Fuder Heu. Er besaß ein Haus mit Garten und durfte Viehzucht betreiben. Ein Bauer besaß ebensolches und brachte auf zwei Hufen 24 Scheffel bei 4 Fuder Heu aus. Zwei weitere Bauern besaßen je zwei Hufen mit 24 Scheffel Aussaat und 4 Fuder Heu, ein Kossät brachte es auf 2 Scheffel Aussaat und 6 Fuder Heu. Im Jahr 1749 lebten in Ließen sechs Halbkossäten und fünf Kossäten die gemeinsam 13 Hufen bewirtschafteten. Im Jahr 1771 entstand durch die Aktivitäten der Kirchenpatrone, hier G.C von Rochow-Plessow für seinen noch minderjährigen Neffen A.F.von Rochow-Stülpe, eine neue Dorfkirche. 1775 gab es in Liessen eine Windmühle. Im Jahr 1791 berichtete die Statistik von acht Bauern, fünf Kossäten, einem Büdner, drei Hausleuten oder Einliegern.

### 19. Jahrhundert
Im Jahr 1801 gab es nach Bratring im Dorf einen Lehnschulzen, fünf Ganzbauern, fünf Ganzkossäten, zwei Büdner und einen Förster. Die Gemarkung war mittlerweile 14 Bauernhufen groß; darin wurden 16 Feuerstellen (=Haushalte) betrieben. Im Jahr 1818 wurde lediglich von einem Mahlmüller und einem Schlächter berichtet; 1840 von einem Büdner und Schneider sowie einem Ölschläger. Das Ortschaftsverzeichnis von 1858 weist für Ließen insgesamt vier öffentliche sowie 18 Wohn- und 35 Wirtschaftsgebäude aus, darunter eine Getreidemühle. Daneben gab es das Forsthaus des Gutes, in dem ein Wohn- und zwei Wirtschaftsgebäude standen. Im Jahr 1860 bestand Ließen mit dem Forsthaus des Gutes, 1873 eröffnete eine Ziegelei, während 1891 das Kirchdorf und Forsthaus erwähnt wurde.

### 20. und 21. Jahrhundert
Aus dem Viehstands- und Obstbaumlexikon ist bekannt, dass im Jahr 1900 im Dorf insgesamt 29 Häuser standen. Es gab zwei Altsitzer, die 30 Hektar bewirtschafteten, einen Büdner und Maurer mit 5 Hektar, einen Förster mit 4,25 Hektar, zwei Halbhufner mit 47 Hektar und 45,25 Hektar, eine Halbhufnertochter sowie einen Heizer. Im Dorf lebten weiterhin ein Hilfszugführer, drei Hufner mit 103,75 Hektar, 74 Hektar und 68 Hektar, ein Kossät und Gastwirt sowie ein Lehrer. Das Gemeindelexikon aus dem Jahr 1932 führt für das Jahr 1931 für die mittlerweile umgewandelte Landgemeinde 27 Wohnhäuser mit 33 Haushaltungen auf. Im Jahr 1939 gab es im Dorf sechs land- und forstwirtschaftliche Betriebe, die zwischen 20 und 100 Hektar groß waren, elf Betriebe zwischen 10 und 20 Hektar, acht Betriebe zwischen 5 und 10 Hektar sowie vier Betriebe zwischen 0,5 und 5 Hektar. Nach den Unterlagen des Brandenburgischen Landeshauptarchivs gehörte bis zur Bodenreform der von Rochowschen Gutsförsterei Ließen, als Teil des Rittergutes Stülpe, ein Beamten- und ein Bienenhaus.
Nach dem Zweiten Weltkrieg wurden 47 Hektar enteignet, darunter 18 Hektar Wiese und Weide, 28 Hektar Wald sowie ein Hektar Wege und Ödland. Davon wurden 42 Hektar auf 16 landarme Bauern verteilt. Zwei Hektar gingen als Waldzulage an einen Altbauern, zwei Hektar fielen an das Land sowie ein Hektar an die Gemeinde. Im Jahr 1958 gründete sich eine LPG vom Typ I. Sie hatte im Jahr 1961 46 Mitglieder und 229 Hektar landwirtschaftlicher Nutzfläche und ging fünf Jahre später in eine LPG Typ III über. Weitere zehn Jahre später erfolgte der Anschluss an die LPG Petkus. Im Jahr 1983 bestand die LPG Petkus mit dem Betriebsteil Ließen, die Oberförsterei Ließen mit den Revierförstereien Buckow, Merzdorf und Niebendorf sowie die Zwischengenossenschaftliche Bauorganisation (ZBO) Bauorganisation mit der Abteilung Projektierung Treuenbrietzen.
Am 31. Dezember 1999 schlossen sich die bisherigen Gemeinden Ließen, Merzdorf und Petkus zu einer neuen Gemeinde Petkus zusammen.
Am 31. Dezember 2001 wurde Petkus wiederum zusammen mit Dornswalde, Klasdorf, Paplitz und Schöbendorf in die Stadt Baruth eingemeindet.

### Bevölkerungsentwicklung
| Jahr      | 1791 | 1801 | 1817 | 1837 | 1858 | 1871 | 1885 | 1895 | 1905 | 1925 | 1939 | 1946 | 1964 | 1971 | 1981 |
| --------- | ---- | ---- | ---- | ---- | ---- | ---- | ---- | ---- | ---- | ---- | ---- | ---- | ---- | ---- | ---- |
| Einwohner | 82   | 108  | 88   | 106  | 113  | 143  | 132  | 167  | 159  | 135  | 144  | 213  | 156  | 126  | 116  |
| Forsthaus |      |      |      |      | 7    |      | 6    |      |      |      |      |      |      |      |      |

## Kultur und Sehenswürdigkeiten

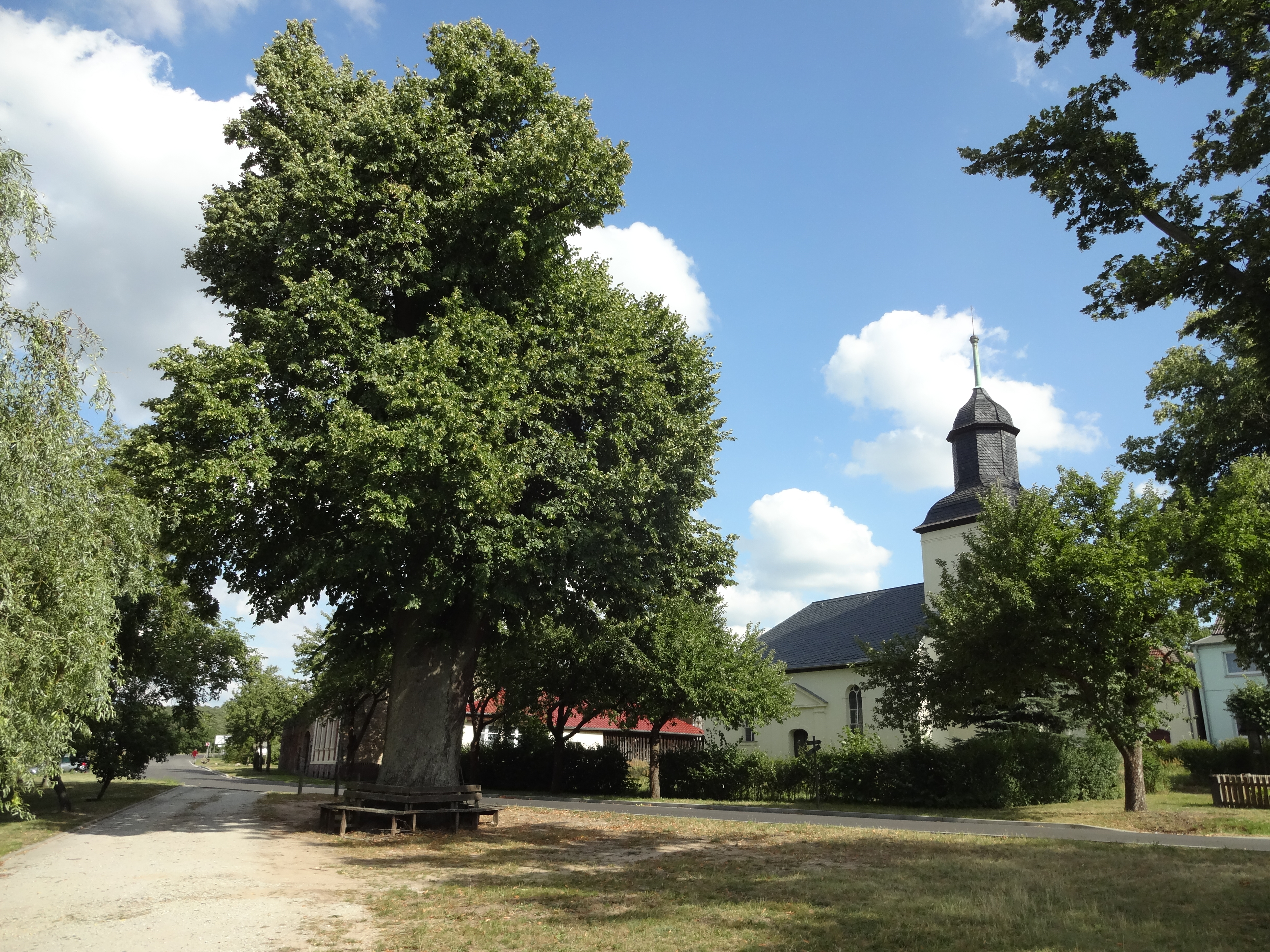
Naturdenkmal Linde am Dorfanger

- Im Zentrum des Oberdorfes steht die 1772 erbaute Dorfkirche Ließen. Sie wurde auf die Fundamente der alten im Dreißigjährigen Krieg erbauten Kirche als barocker Putzbau gestellt.
- Ein Naturdenkmal ist die rund 30 Meter hohe Dorflinde, die einen Umfang von fünf Metern aufweist.
- Auf der Straße von Stülpe nach Ließen sind auch noch im 21. Jahrhundert die Reste eines ehemaligen Bahndamm erkennbar. Er stammt aus der Zeit, als die Städte Dahme/Mark und Luckenwalde noch durch eine Kleinbahn miteinander verbunden waren. 1964 wurde diese Bahn stillgelegt. Seit Anfang der 2000er Jahre verläuft der Rad- und Skaterweg des Landkreises Teltow-Fläming über den Damm.
- Bekannt war der Ort Ließen auch für sein (im Jahr 2018 geschlossenes) Waldbad und die in den 1930er Jahren erbaute und nun wieder als solche genutzte Jugendherberge.
- Der in Ließen ansässige Traditionsverein Hoher Golm hat sich u. a. zum Ziel gesetzt, dass Ließen seinem für sich beanspruchten Ruf als Dorf der Handwerker, Holzfäller und Musiker gerecht wird. Zahlreiche Veranstaltungen werden durch diesen aktiven Verein organisiert. Überörtlich ist der Ort für seinen traditionellen Weihnachtsmarkt bekannt. Dieser findet seit 1996 immer am zweiten Adventswochenende statt.